# Gregor Berzevici
Gregor František Berzevici (starší zápis: Gregor Berzeviczy, maďarsky Gergely Berzeviczy; 15. června 1763, Veľká Lomnica – 23. února 1822, Veľká Lomnica) byl významnou postavou hornouherského osvícenství a politickým ekonomem, následovníkem Adama Smitha, jednoho z prvních politických ekonomů.
Žádal osvobození poddaného lidu zdůrazňujíc, že bez toho není možný další pokrok a podal několik návrhů ke zlepšení hospodářské situace v Uhersku.
V hospodářských otázkách byl nejpokrokovější postavou své doby.

## Život
Patřil mezi nejvýznamnější studenty Kežmarského lycea, kde v roce 1783 získal právnické vzdělání. Poté, do roku 1786, studoval na univerzitě v německém Göttingenu. Zkušenosti získával také v Belgii, Francii a Anglii. Po návratu domů, jako státní zaměstnanec, procestoval mnoho oblastí Horních Uher. Na základě zjištění o způsobu života a hospodářské situaci, předložil císaři Josefovi II. několik návrhů na reformy, ale jeho návrhy nebyly přijaty. Po neúspěšném povstání uherských jakobínů a z obav možného pronásledování se v roce 1795 stáhl do ústraní a věnoval se pouze svým vědeckým a výzkumným pracím, resp. vedení svého hospodářství.
V rámci této činnosti a studia zjistil, a jako první v Uhersku i publikoval, skutečnost, že panující feudální poměry jsou brzdou pokroku. Ostrou kritikou upozorňoval šlechtu na neúnosné vykořisťování poddaných. Navrhl rozvoj obchodu prostřednictvím využití lodní dopravy po řekách propojených kanály. Sám dvakrát podnikl cestu po řekách Poprad, Dunajec a Visla na voru i se zbožím (vínem). Navrhoval také reformy v oblasti daní.
Byl významným funkcionářem Kalvínské církve a přičinil se i o zpřístupnění a propagaci turistiky ve Vysokých Tatrách. Pochován byl v rodinné kryptě na starém hřbitově ve Velké Lomnici. Po jejím vyplenění během druhé světové války, byly jeho ostatky uloženy na dnešním novém hřbitově.

## Dílo
- Jeho kniha De commercio et industria Hungariae („O obchodě a průmyslu Uherska“), kterou vydal v Levoči v roce 1797, byla první takovou hospodářskou prací v Uhersku, která poukazovala na stavu konkrétního feudálního hospodářství na správnost závěrů a teorií Adama Smitha.
- V knize De conditione et indole rusticorum in Hungaria („O stavu vesničanů v Uhersku“) jako první vědec na území Uherska, porovnal životní a hospodářské podmínky rolníků v jednotlivých zemích tehdejší Evropy. Výzkumem nevolnictví v Uhersku se stal průkopníkem národopisu.

Berzevici, opisujíc nevolnické poměry kolem roku 1800 uvádí:
| „ | „Počet duší v Uhersku je 7 008 574, kromě vojáků, z toho šlechticů je 325 894, ti drží 16/20 pozemkového majetku a neplatí žádnou daň. Plátců dní je 6 682 280, ti mají ve svých rukách jen 4/20 pozemků“. | “ |

I na základě těchto zjištění se pokoušel o změnu tehdejšího daňového systému a když ne o úplné zrušení, tak alespoň úpravu tzv. „nezdanitelnosti šlechty.“

### Další práce
- Notizen über das Zipser Komitat in Ungarn. In: Vaterländische Blätter für den österreichischen Kaiserstaat, (1810), 3. ročník, č. 10, (z 8. 6. 1810, s. 99-103), č. 11 (z 12. 6. 1810, s. 109-112), č. 12 (z 15. 6. 1810, s. 117-122), č. 13 (z 19. 6. 1810, s. 134-136). [Dostupné on-line na stránkách Rakouské národní knihovny, věnované periodickému tisku]
- Oeconomica Publico Politica etc. (1818). V roce 1902 v Budapešti přeložil a vydal Evžén Gaál.
- Die Karpathen in Ungern, ihre natürliche Beschaffenheit, ihre naturerscheinungen, ihre Seen un Thäler, Thiere, Pflanzen und Mineralien, in Sartori Franz: Oesterreichs Tibur, (Vídeň, 1819)
- Die merkwürdigen Karpathen in Ungarn in Sartori Franz: Naturwunder und ausserordenliche Naturerscheinungen unserer Zeit in dem österr. Kaiserthum (Graz,1821)

## Význam
- Emeritní sociolog Ján Pašiak považuje Berzeviciho za sociálního filosofa a na základě jeho prací za jednoho z předchůdců sociologie[3].

## Ocenění
- V roce 1802 Berzeviciho zvolila svým členem Göttingenská vědecká společnost.
- V Maďarskem městě Miškovec je něm pojmenována střední škola.